# Kaple Panny Marie (Slatina nad Úpou)
Kaple Panny Marie nazývaná Piccolominská kaplička je římskokatolická výklenková kaplička ve Slatině nad Úpou. Patří do farnosti Boušín.

## Historie
Kapličku pod mostem mostu přes řeku Úpu dal v roce 1694 postavit kníže Piccolomini na poděkování Panně Marii za svou záchranu. Podle pověsti jel na pouť do boušínského kostelíka a když kočár tažený šesti koňmi přejížděl přes most, most se prolomil a kočár i s koňmi zůstal viset nad vodou. Všichni vyvázli bez zranění a kníže z vděčnosti přikázal vystavět kapličku.

## Obraz
Původní výzdoba se nedochovala, ale v šedesátých letech 20. století namaloval celý výjev Rudolf Křeček z Červeného Kostelce. Obraz byl však brzy ukraden a až do roku 2003 byla kaplička prázdná. V roce 2003 do byl kapličky umístěn obraz Stanislava Kuldy z Náchoda, který taktéž zobrazoval výjev kočáru s koňmi padajícími do řeky a nad ním Pannu Marii s děťátkem. I přes to, že na kapličce byla kovová mříž, byl poškrábán a posprejován barvami. Mříž byla proto v roce 2004 opravena a bylo přidáno tvrzené sklo, aby se zamezilo přístupu k obrazu a nebylo možno jej poškodit zvenčí.
Na novém obraze, který namalovala dcera R. Křečka Marie Jirmanová z Červeného Kostelce, však už není výjev zobrazující pověst, ale Panna Maria s Ježíškem v náručí namalovaná na dřevu, s nápisem „Kdybyste věděli, jak vás miluji – plakali byste radostí“. Podle vyjádření autorky má rozdávat radost a pokoj všem poutníkům, kteří se u něho zastaví. Obraz požehnal červenokostelecký a excurrendo boušínský farář Petr Kubant.